# Plateau du Coiron
Ne pas confondre avec le plateau du Coyan situé dans les monts du Cantal.
Le plateau du Coiron, dans le département de l'Ardèche, est une vaste table volcanique de basalte qui forme un prolongement du Massif central. C'est une micro-région bien individualisée dans l'espace ardéchois.

## Toponymie
Si les cartes topographiques éditées par l'IGN admettent le toponyme Chaîne du Coiron, les géographes et géologues ardéchois privilégient l'aspect général en plateau pour préférer parler du Plateau du Coiron, voire du Massif du Coiron. Georges Naud reprend le concept de massif et parle de massif volcanique du Coiron ou des Coirons, les habitants du lieu utilisant fréquemment la forme au pluriel.
Si on admet l'ancienneté du toponyme, alors le terme celtique voire pré-celtique kar, qui désignait du rocher, serait le plus évident.

## Géographie

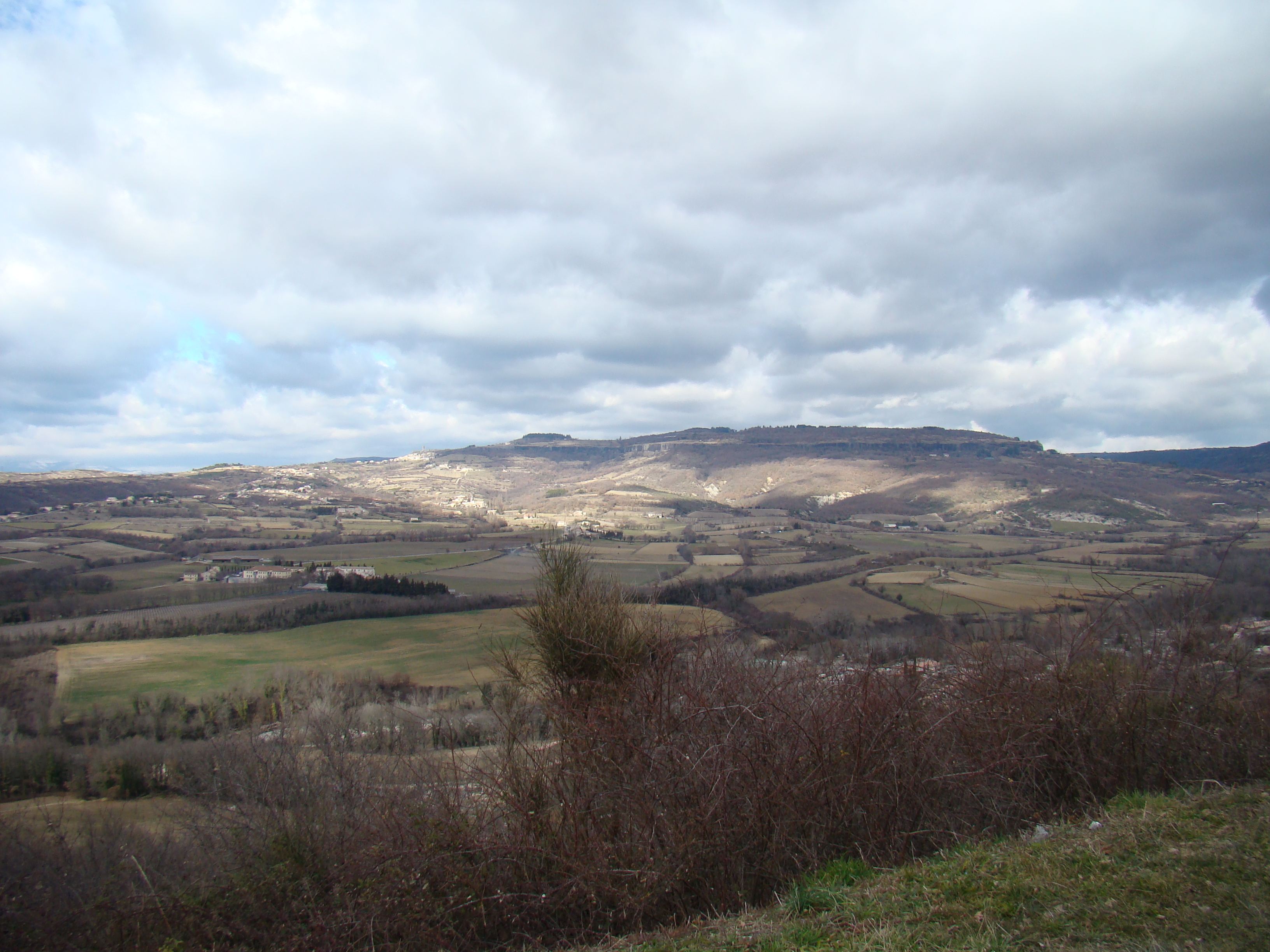
Vue panoramique d'Aubignas montrant un paysage typique du plateau du Coiron et notamment sa falaise basaltique.

### Topographie
Avec une altitude moyenne de 700 mètres, le Coiron appartient au domaine de la moyenne montagne ardéchoise. Cette impression est accentuée par la raideur des pentes verdoyantes, ainsi que par la présence de crêtes basaltiques sommitales, sombres et d'aspect sévère.
Cependant, l'altitude reste assez basse pour autoriser des conditions naturelles moins rudes que sur le plateau ardéchois. Si la plus haute altitude est de 1 019 mètres à la crête de Blandine, l'altitude moyenne du plateau est plus généralement comprise entre 700 à 800 mètres, voire plus bas vers le Rhône (507 mètres au pic de Chenavari). L'ensemble affecte la forme générale d'une feuille de chêne dont les digitations correspondent à diverses petites rivières et sources.

### Géologie
Le plateau du Coiron forme un plateau basaltique, qui s'étend au Sud du Moyen-Vivarais. C'est une région géologique particulière de l'Ardèche, entre Privas, Villeneuve-de-Berg et Rochemaure (au bord du Rhône). 
Au Miocène supérieur (6 à 8 millions d'années) : le Coiron est alors une importante vallée parcourue par une rivière, peut-être l'Ardèche, qui s'écoulait vers la vallée du Rhône de l'époque. Les alluvions de cette rivière, qui contiennent des galets descendus de très loin dans les Cévennes, peuvent encore être observés sur le terrain. 
Une intense activité volcanique comble progressivement cette vallée entre 7,7 et 6,4 millions d'années (début du Pliocène) : la série magmatique est de type fortement alcaline à tendance sodique peu différenciée. Cette phase d'activité volcanique est contemporaine de la phase de volcanisme du mont Mézenc.
- Une activité volcanique explosive, avec coulées pyroclastiques, émission de bombes volcaniques, édification de cônes stromboliens : Freyssenet, Saint-Gineys-en-Coiron.
- Une activité effusive, avec d'importantes coulées de laves fluides refroidies en orgues basaltiques. Les émissions fissurales étaient orientées NW-SE. Il est possible d'observer à Darbres l'empilement de 10 coulées successives.
- Un volcanisme de type phréatomagmatique avec création de cratères d'explosion ou maar résultait du contact violent entre des réserves d'eau et des laves : goulet de la Soulière, Charay, montagne d'Andance.

Au Quaternaire, le rajeunissement tectonique de la région entraîne une forte érosion des roches sédimentaires de l'ancienne vallée.
Actuellement, on observe donc un relief inversé puisque la surface actuelle du plateau correspond à l'ancien fond de la vallée comblée de laves empilées et de vestiges de coulées pyroclastiques complexes. Le substratum est donc intégralement sédimentaire : calcaires du Jurassique supérieur, marnes du Crétacé, ainsi que des conglomérats de l'Oligocène (Rochemaure). L'ancien fond de vallée est actuellement surélevé par rapport aux jeunes vallées creusées par les torrents et on peut observer en particulier des gorges et pentes sauvages de marnes, sortes de bad lands.
La vigne existe en Ardèche depuis la fin du Tertiaire. Elle y est peut-être indigène, puisque ses feuilles fossilisées dans des dépôts de diatomées ont été trouvées dans des couches du Pliocène aux environs de Privas. Elles proviennent d'une vigne identifiée comme vitis previnifera Sap. Selon Louis Levadoux, ce type de vigne marque le passage entre les vignes asiatiques et la vigne européenne apte à faire du vin.
On y trouve les roches suivantes :
- basaltes du Coiron : roches sombres avec phénocristaux de pyroxène et parfois d'olivine ; présence rare de magnétite, de divers minéraux corrodés et de verres volcaniques.
- basanites à analcime et néphéline : roches sombres à grain fin avec phénocristaux de clinopyroxène et parfois d'olivine, divers minéraux corrodés, anorthose.
- mugéarite à hornblende : roches gris clair résultant de laves très fluides avec phénocristaux d'amphiboles et de plagioclase.
- trachy-andésite : roches très claires avec rares phénocristaux d'amphibole et de plagioclase.
- pyroclastites : accumulations hétérogènes résultant des coulées pyroclastiques et des phases explosives de type maar.
- brèches d'explosion : La Soulière.
- altérites rouges plus ou moins argileuses en surface de ces formations.
- diffusion de roches détritiques d'origine volcanique jusque dans la vallée du Rhône par les rivières Payre, Ouvèze, Lavézon, etc. jusque dans le Moyen-Vivarais et la vallée du Rhône.

### Hydrographie
Formant une barrière de plus de 700 m d'altitude orientée NO-SE, le Coiron bénéficie de précipitations plus importantes que les vallées environnantes, ainsi que d'un enneigement fréquent. Si le Massif central a été qualifié de château d'eau de la France, le Coiron joue à une échelle moindre ce rôle pour une partie du Vivarais.
Les affluents du Rhône :
- L'Ouvèze
  - Le ruisseau de Bayonne
- La Payre
- Le Lavézon
  - Le Rieutord
- Le Frayol
- L'Escoutay
  - Le ruisseau du Vernet
  - Le Vernet
  - Le Téoulemale

Les affluents de l'Ardèche :
- L'Auzon
  - Le ruisseau des Barbes
  - La Claduègne
- Le ruisseau de Louyre

### Environnement
Le plateau du Coiron est un espace de transition entre l'Ardèche méridionale, dite Bas-Vivarais, et les terres plus humides du Moyen-Vivarais et du Haut-Vivarais plus au Nord. Les écosystèmes sont donc variés et sauvages, en particulier sur les pentes moins transformées par le pacage bovin.

## Histoire
Les Balmes de Montbrun surplombent le village de Saint-Jean-le-Centenier, sur la route Le Teil - Aubenas, d'une hauteur de 300 m; elles se situent sur le territoire de Saint-Gineys-en-Coiron. C'est un ensemble de plus de 50 habitats troglodytes, donc des grottes et caves creusées par l’homme dans les basaltes. Le site, invisible depuis les plaines, aurait été fréquenté dès l'Antiquité, à l'époque médiévale (léproserie) et jusqu'à l'époque moderne. En particulier, ce fut un refuge fréquenté pendant les épisodes meurtriers des guerres de Religion. (Baptiste Leriche)
Le castrum de Saint-Laurent-sous-Coiron a été édifié à l'extrémité d'une des digitations en feuille de chêne du plateau, à 483 m d'altitude. 
- - L'origine du castrum semble ancienne puisqu'une église Saint-Laurent est mentionnée dès le VIIe siècle. La petite église castrale actuelle aurait été édifiée dès le Xe siècle, puis très remaniée. Le portail roman présente des chapiteaux dissemblables, l'un en grès, l'autre en calcaire gréseux sculpté de feuilles d'acanthe et de figures humaines et animales.
  - Des vestiges des remparts subsistent, percés de la Porte Est, en plein cintre, orientée en fait... à l'ouest.
  - La tour de Marnas était le donjon castral, édifié sur au moins 2 niveaux. Il serait datable de la fin du XIIe ou plus sûrement du XIIIe siècle. Il fut édifié en parements de basalte, chaînages d’angle et encadrements de calcaire.

La maison forte de Berzème a été édifiée en basalte noir. L'ensemble, restauré, comprenait un logis carré, de 2 niveaux sur rez-de-chaussée, flanqué de deux tours rondes (dont une abritait une petite chapelle) percées d'archères, une cour d’honneur au Sud et des communs à fonction agricole, très ruinés, au Nord. Plusieurs éléments en bois sont conservés : toiture, escalier. L'ensemble architectural remonterait peut-être au XVe siècle, mais aurait été fortement remanié au XVIIe siècle. (Bernard de Brion)

## Économie
Les riches herbages du Coiron en font avant tout une terre d'élevage, surtout représenté par l'élevage bovin, pour la viande, les veaux et le lait. La surface du plateau apparaît comme partagée en un parcellaire complexe, ancien et soigneusement délimité. L'édification d'éoliennes au-dessus du bassin de Privas constitue, non sans polémique, une source de revenus supplémentaires pour les exploitants agricoles et les municipalités, ainsi que le tourisme à la recherche du grand air sur les sentiers encore méconnus. D'autant que les bois et herbages du Coiron ne sont pas inclus dans le périmètre du parc naturel régional des Monts d'Ardèche.
L'exploitation des basaltes en carrière a également été une des activités anciennes du Coiron. Depuis 1960, la diatomite est extraite du gisement de Saint-Bauzile, puis traitée dans une usine au village.

## Légendes
Selon la légende, les sorciers se réunissaient au sommet de la crête de Blandine pour y tenir leur sabbat.

### Sources
- Bernard de Brion, Société de sauvegarde des monuments anciens de l'Ardèche.